# Bridger (condado de Gallatin)
Bridger es un lugar designado por el censo ubicado en el condado de Gallatin en el estado estadounidense de Montana. En el Censo de 2010 tenía una población de 30 habitantes y una densidad poblacional de 3,21 personas por km².

## Geografía
Bridger se encuentra ubicado en las coordenadas 45°48′15″N 110°53′47″O / 45.80417, -110.89639. Según la Oficina del Censo de los Estados Unidos, Bridger tiene una superficie total de 9.34 km², de la cual 9.32 km² corresponden a tierra firme y (0.17%) 0.02 km² es agua.

## Demografía
Según el censo de 2010, había 30 personas residiendo en Bridger. La densidad de población era de 3,21 hab./km². De los 30 habitantes, Bridger estaba compuesto por el 100% blancos, el 0% eran afroamericanos, el 0% eran amerindios, el 0% eran asiáticos, el 0% eran isleños del Pacífico, el 0% eran de otras razas y el 0% pertenecían a dos o más razas. Del total de la población el 0% eran hispanos o latinos de cualquier raza.